# Liste der Kulturdenkmäler in Reichweiler
In der Liste der Kulturdenkmäler in Reichweiler sind alle Kulturdenkmäler der rheinland-pfälzischen Ortsgemeinde Reichweiler aufgeführt. Grundlage ist die Denkmalliste des Landes Rheinland-Pfalz (Stand: 6. September 2022).

## Einzeldenkmäler
| Bezeichnung           | Lage                                    | Baujahr        | Beschreibung | Bild            |
| --------------------- | --------------------------------------- | -------------- | --- | --------------- |
| Dorfgemeinschaftshaus | Schulstraße 7 Lage                      | um 1910        | ehemalige Schule; Winkelbau auf Bossenquadersockel, Krüppelwalmdach, um 1910 | BW              |
| Kriegerdenkmal        | Schulstraße, bei Nr. 7 Lage             | 1930er Jahre   | Kriegerdenkmal für die Gefallenen des Ersten Weltkriegs, erweitert für die Gefallenen des Zweiten Weltkriegs; Heldenhain mit Soldat, wohl aus den 1930er Jahren, Namenstafeln aus den 1950er Jahren | BW              |
| Mithraskultbild       | südwestlich des Ortes an der L 349 Lage | 3. Jahrhundert | Hochrelief, wohl aus dem 3. Jahrhundert, Schutzbau von 1874 | Fotos hochladen |